# Ichneumon saltator
Ichneumon saltator är en stekelart som beskrevs av Müller 1776. Ichneumon saltator ingår i släktet Ichneumon och familjen brokparasitsteklar. Inga underarter finns listade i Catalogue of Life.